# 崇义县
崇义县是中国江西省赣州市所辖的一个县。1996年3月，国家林业部授予“中国竹子之乡”称号。2004年，国家林业局授予“中国南酸枣之乡”称号。縣人民政府駐橫水鎮。

## 历史沿革
元朝时，为南安路辖区。明朝初年，为南安府辖区，分属大庾县、南康县、上犹县。正德十四年（1519年）三月，以上犹县崇义里置县，又以南康县和大庾县地划入。

## 行政区划
崇义县下辖6个镇、10个乡：
横水镇、扬眉镇、过埠镇、铅厂镇、长龙镇、关田镇、龙勾乡、杰坝乡、金坑乡、思顺乡、麟潭乡、上堡乡、聂都乡、文英乡、乐洞乡和丰州乡。

## 人口
根據第七次人口普查數據，截至2020年11月1日零時，崇義縣常住人口為177831人。

## 地理
崇义位于诸广山脉南端，境内以山地为主。

## 交通
有 324省道赣丰线（ 357国道）， 339省道、 230省道（ 220国道）在县城交汇。 厦蓉高速横贯东西。

## 风景名胜
- 阳岭，省级自然保护区，国家森林公园
- 上堡梯田
- 聂都溶洞群
- 齐云山
- 平茶寮碑： 明代摩崖石刻